# عبيدة بن سفيان الحضرمي
عبيدة بن سفيان بن الحارث بن الحضرمي تابعي وأحد رواة الحديث النبوي.

## رواية الحديث
كان عبيدة من رواة المدينة. روى عن زيد بن خالد الجهني، وأبي الجعد الضمري، وأبو هريرة. روى عنه إسماعيل بن أبي حكيم، وبسر بن سعيد، وابنه عمرو ويقال عمر بن عبيدة بن سفيان الحضرمي، ومحمد بن عمرو بن علقمة، وأبو سلمة بن عبد الرحمن. كان عبيدة قليل الحديث، روى له الجماعة سوى البخاري.

## الجرح والتعديل
- قال أحمد بن عبد الله العجلي: «مدني تابعي ثقة».
- قال النسائي : «ثقة».
- قال محمد بن سعد: «كان شيخا قليل الحديث».
- ذكره ابن حبان في كتاب الثقات.[3]